# 泉州戰役
泉州戰役是郑成功率领南明军队與清朝军队對抗的一场战役，鄭軍胜利。

## 经过
永曆九年（1655年），清朝定远大将军济度率领清军进入福建，企图消灭郑成功所部南明军。郑成功扬长避短，放弃在大陆的各座城池，把军队都撤回海岛，迫使清军不得不在海上作战，而海战正是南明鄭军所擅长的。永历十年（1656年）四月，清军从泉州港出发，郑成功则将主力军队部署于围头附近。因为清军裡的八旗兵没有海战的经验，明清两军刚一交战，清军就被明军击沉一艘大战舰，这时海上又刮起大风，清军舰队几乎全部溃散，南明海军趁机追杀，焚毁了大量清军舰只。清先锋泉州总兵韩尚亮被击毙，清军遭到惨败，狼狈逃回大陆，南明军取得了泉州戰役的胜利。

## 影响
泉州戰役之后，清军畏惧郑成功麾下軍隊的海上战力，相当长时间内不敢再进攻海岛。清廷改而采用海禁，封锁沿海地区，妄想困死郑成功部队，不过这反而使郑成功利用武裝海商、走私等策略垄断了海上贸易。